# 井上莉奈
井上 莉奈（いのうえ りな、1985年生まれ）は、日本のAV女優。
2007年にAVデビュー。

## 作品
2007年
- 「女の子くすぐり vol.3」（8月3日、Super Sonic Satellites ）
- 「とっても!制服が似合う素敵な娘 21」（8月11日、オーロラプロジェクト）
- 「フェイスシットバウト 1」（9月7日、BATTLE）
- 「ラブジェリー 井上莉奈」（9月8日、オーロラ・プロジェクト）
- 「未成年（一九七）カラダの価格 少女と青い性 45」（9月14日、ゴーゴーズ）
- 「TOPLESS BLOW Vol.2」（9月21日、BATTLE）
- 「PRO-WRES TAG MATCH vol.1」（9月21日、BATTLE）
- 「DAISY 10」（9月21日、プレステージ）
- 「ワリのいいバイトをはじめた娘。30」（9月21日、プレステージ）
- 「Tokyo 流儀 45」（10月2日、プレステージ）
- 「るな1●歳 チ●ー学生Tバック」（10月5日、NON）
- 「FINISH SCENE Vol.8」（11月16日、BATTLE）
- 「オトコのスケベな妄想シリーズ VOL.6 もしも世界の男が絶滅した未来にタイムスリップしたら!!」（11月22日、SODクリエイト）他多数出演
- 「女子校生をハメる! 痴漢ゲームで「えっ！？聞いてないんですけど?（汗）」ヤリ放題の集団レイプ!!」（11月22日、ディープス）
- 「女子校生タイツレズ EDITION」（12月7日、HRC）共演:小林かすみ、中迫友香、林泉水
- 「制服美少女膣内射精4時間DX」（12月19日、ロータス）他出演:志帆、みなみ、里菜、仲咲千春、上原空
- 「PRO-WRES TAG MATCH MIXED Vol.1」（12月28日）

2008年
- 「少女強制猥褻22人2枚組8時間DX」（1月16日、ロータス）
- 「TEENAGE FUNCLUB 井上莉奈」（1月25日、オーロラ・プロジェクト）
- 「LESBIAN KISS LOVER NO.01」（2月15日）
- 「THE PARADISE OF 女子校生黒タイツ 4」（2月22日、HRC）他出演:飯島さくら、桜井真央
- 「女子プロレスラートレーニング Vol.07」（4月18日、BATTLE）共演:みなみ風花、大沢ミズナ、二岡ユリ
- 「スクールガール TEENAGE FUNCLUB 18才 コレクション」（11月7日、オーロラ・プロジェクト）他多数出演
- 「ラブ×2コレクション20」（12月7日、オーロラ・プロジェクト）他多数出演

2009年
- 「未熟なTバックJr. 4時間」（6月5日、NON）他出演:河愛杏里、片瀬くるみ、愛里ひな、桜井はる、仲川咲姫、一色あかね、七咲楓花

2011年
- 「究極 フェイクロリコレクション2（2月25日、オーロラ・プロジェクト）他出演:双葉このみ、大西みき、彩芽はる、愛野りか、小山つぐみ